# Річкуновська сільська рада
Річкуно́вська сільська рада (рос. Речкуновский сельский совет) — сільське поселення у складі Тальменського району Алтайського краю Росії.
Адміністративний центр — село Річкуново.

## Населення
Населення — 300 осіб (2019; 311 в 2010, 346 у 2002).

## Склад
До складу сільської ради входять:
| Населений пункт | Населення, осіб (2002) | Населення, осіб (2010) |
| --------------- | ---------------------- | ---------------------- |
| Борсуково, село | 50                     | 26                     |
| Річкуново, село | 296                    | 285                    |